# 죽음의 밤
죽음의 밤(Silent Night, Deadly Night)은 미국에서 제작된 찰스 E. 셀리어 주니어 감독의 1984년 공포, 스릴러 영화이다. 릴리안 쇼빈 등이 주연으로 출연하였고 아이라 리처드 바마크 등이 제작에 참여하였다.

## 줄거리
1971년, 다섯 살 소년 빌리 채프먼과 그의 가족은 긴장증에 시달리는 할아버지가 살고 있는 유타주의 한 요양원을 방문한다. 빌리의 부모가 방을 나가자 할아버지는 갑자기 깨어나 빌리에게 산타클로스를 두려워하라고 말한다. 산타클로스는 장난꾸러기에게 벌을 내리기 때문이다.
집으로 돌아오는 길에 산타 복장을 한 범인이 – 막 주류 판매점을 털고 주인을 죽인 범인 – 가족을 탈취하려 한다. 빌리의 아버지가 차를 몰고 도망치려 하자 범인은 아버지를 총으로 쏘아 죽이고 빌리의 어머니를 성폭행하려 한다. 어머니가 범인을 때리자 그는 스위치블레이드로 그녀의 목을 그어 죽이다. 빌리는 도망쳐 숨어버리고, 어린 동생 리키는 차 안에 남겨진다.
3년 후인 1974년 12월, 8살 빌리와 4살 리키는 엄격한 규율가이자 말썽꾸러기 아이들을 때리는 수녀원장이 운영하는 고아원에서 크리스마스를 보내고 있었다. 수녀원장은 아이들을 불쌍히 여기는 마가렛 수녀가 빌리를 도우려 하지만, 빌리는 끊임없이 벌을 받는다. 크리스마스에 고아원은 산타클로스 복장을 한 남자를 초대하여 아이들을 방문한다. 수녀원장에게 무릎에 앉도록 강요당한 빌리는 그 남자를 주먹으로 때린 후 공포에 질려 그의 방으로 도망친다.
10년 후인 1984년 봄, 18세가 된 빌리는 고아원을 떠나 평범한 삶을 살고자 마가렛 수녀의 도움을 받아 지역 장난감 가게에서 재고 관리인으로 일하게 된다. 가게에서 그는 동료 파멜라에게 반하게 되고, 부모가 살해당하는 끔찍한 환상에 자주 시달리며 성적인 생각을 하게 된다. 크리스마스 이브, 가게의 산타클로스 역을 맡은 직원이 부상을 입고 빌리의 사장 심스 씨는 그를 대신하게 한다. 가게가 문을 닫은 후, 직원들은 크리스마스 이브 파티를 연다. 산타클로스 복장을 한 빌리는 즐거운 시간을 보내려 하지만, 부모님이 살해당했던 기억에 계속 시달려 우울해진다. 그러던 어느 날, 빌리는 동료 앤디와 파멜라가 키스를 한 후 뒷방으로 들어가는 것을 목격한다. 빌리는 그들을 따라가 앤디가 파멜라를 강간하려 하는 것을 목격한다. 이 사건으로 빌리는 광기에 사로잡혀 크리스마스 전구 줄로 앤디를 목에 걸고, 처벌은 "좋은 것"이라며 커터칼로 파멜라를 살해한다.
빌리는 심스 씨와 그의 매니저 랜달 부인을 살해한다. 마가렛 수녀는 이 참혹한 사건을 목격하고 경찰서에 도움을 요청한다. 빌리는 근처 집에 침입하는데, 그곳에서는 데니스와 토미라는 젊은 부부가 성관계를 갖고 있고 신디라는 어린 소녀가 자고 있다. 그는 사슴 뿔로 데니즈를 찔러 죽이고 토미를 창문 밖으로 던진다. 이 일로 신디가 깨어나자 빌리는 그녀에게 착하게 지냈는지, 아니면 못되게 지냈는지 묻는다. 신디는 착하게 지냈다고 대답하고, 빌리는 아까 사용했던 커터칼을 건넨다. 그 후, 빌리는 불량배들이 두 십 대 소년을 괴롭히고 썰매를 훔치는 것을 목격하고, 불량배 중 한 명의 목을 도끼로 베어버린다.
다음 날 아침, 리처즈 대위와 마가렛 수녀는 빌리가 리키가 아직 살고 있는 고아원으로 갈 것이라고 추측한다. 반스 경관은 고아원을 지키라는 명령에 따라 산타 복장을 한 오브라이언 신부를 빌리로 오인하고 사살한다. 반스가 순찰을 계속하던 중 빌리의 도끼에 가슴을 맞는다. 빌리는 휠체어에 앉은 수녀원장과 마주친다. 그가 수녀원을 죽이려던 순간, 리처즈는 그의 등을 쏜다. 빌리는 바닥에 엎드려 아이들에게 "이제 안전해. 산타클로스가 떠났어."라고 말한 후, 부상으로 사망한다. 14살 리키는 수녀원장을 노려보며 "나쁜 놈"이라고 소리친다.

## 출연

### 주연
- 릴리안 쇼빈
- 길머 맥코믹

### 조연
- 토니 네로
- 로버트 브라이언 윌슨
- 브리트 리치
- 낸시 보그니치트
- H.E.D. 레드포드
- 대니 와그너
- 리니아 퀴글리
- 레오 게터
- 랜디 스텀프
- 윌 헤르
- 타라 버크먼
- 제프 핸슨
- 찰스 디어콥
- 에릭 하트
- 조나단 베스트
- A. 매들린 스미스
- 에이미 스타이브샌트
- 맥스 로빈슨
- 빙크 마사
- 존 마이클 알바레즈
- 존 비숍
- 리처드 C. 테리
- 오스카 로랜드
- 리처드 D. 클락
- 팁 박셀
- 안젤라 몬토야
- 몰리 캐머런
- 제인 루크
- 조앤 포스터
- 벳시 나이젤
- 바바라 스타포드
- 폴 멀더
- 스펜서 애시비
- J. 폴 브로드헤드
- 알렉스 버튼
- 맥스 브로드헤드
- 멜리사 베스트
- 댄 로저스
- 스펜서 엘스턴
- 크리스티 발라드
- 제이콥 피터슨
- 조나단 와일드
- 수지 마사
- 사라 스터이브샌트
- 아론 킨케이드
- 주디스 로버츠
- 진-폴 로드리게스
- 미쉘라인 로드리게스
- 모니크 로드리게스
- 돈 샹크

## 제작진
- 미술: 다이안 페리맨
- 미술효과: 린다 키피
- 소품팀: 린다 키피
- 배역: 스턴지 스톡스